# Холодна війна (загальний термін)
Холо́дна війна́ — це стан конфлікту між країнами, який не передбачає прямих військових дій, а здійснюється головним чином за допомогою економічних і політичних дій, пропаганди, шпигунства чи посередницьких війн, які ведуть держави-сурогати. Цим терміном найчастіше позначають американо-радянську холодну війну 1947—1991 років. Сурогати — це, як правило, держави, які є сателітами конфліктуючих сторін, тобто країни-союзники або країни, що входять до сфери політичного впливу однієї зі сторін. Противники в холодній війні часто надають економічну або військову допомогу, таку як зброя, тактична підтримка або військові радники, меншим країнам, які беруть участь у конфліктах з протилежною країною.

## Походження терміна
Вираз «холодна війна» зрідка вживали до 1945 року. Деякі письменники вважають, що іспанець чотирнадцятого століття Дон Хуан Мануель вперше використав цей термін (іспанською мовою), коли розглядав конфлікт між християнством та ісламом як «холодну війну». Проте він вжив термін «прохолодна», а не «холодна». Слово «холодна» вперше з'явилося в хибному перекладі його роботи в XIX столітті.
У 1934 році цим терміном позначали цілителя, який отримав медичну допомогу після укусу змії. У повідомленні газети згадується припущення медичного персоналу про те, що віра зіграла роль у його виживанні як «перемир'я в холодній війні між наукою та релігією».
Щодо його сучасного застосування до конфлікту між державами, ця фраза вперше з'являється англійською в анонімній редакційній статті, опублікованій в журналі The Nation Magazine у березні 1938 року під назвою «Холодна війна Гітлера» (англ. Hitler's Cold War). Потім цей вислів час від часу вживали в газетах протягом літа 1939 року, щоб описати нервове напруження та примару нарощування зброї та масового призову на військову службу, що панували на європейському континенті (передусім у Польщі) незадовго до Другої світової війни. Її описували або як «холодну війну», чи як «гарячий мир», під час якого армії накопичувалися в багатьох європейських країнах. Грем Гаттон, заступник редактора лондонського журналу Економіст, вжив цей термін у своєму есе, опублікованому в серпневому виданні The Atlantic Monthly (сьогодні The Atlantic) 1939 року. Есе під назвою «Наступний мир» (англ. The Next Peace) детальніше розкривало поняття холодної війни, можливо, більше, ніж будь-яке англомовне згадування цього терміна до цього моменту, і викликало принаймні одну прихильну реакцію в наступній колонці газети. (Есе Гаттона наразі недоступне в Інтернеті) Поляки стверджували, що цей період передбачав «провокацію надуманими інцидентами». Було також припущення, що тактика холодної війни німців може послабити опір Польщі вторгненню.
Під час війни цей термін вживали також у менш тривалих значеннях, наприклад, для опису перспектив зимової війни, або в колонках, де заохочували американських політиків зробити холодну оцінку, перш ніж вирішити, вступати у війну чи ні.
Наприкінці Другої світової війни Джордж Орвелл вжив цей термін в есе «Ти і атомна бомба», опублікованому 19 жовтня 1945 року в британському журналі Tribune. Споглядаючи світ, що живе в тіні загрози ядерної війни, він попереджав про «мир, який не є миром», який він назвав постійною «холодною війною». Орвелл прямо називав цю війну ідеологічною конфронтацією між Радянським Союзом і західними державами. Більше того, в Обзервері від 10 березня 1946 року Орвелл писав, що «після Московської конференції в грудні минулого року Росія почала „холодну війну“ проти Британії та Британської імперії».
Визначення, яке зараз стало фіксованим, — це війна, що ведеться через непрямий конфлікт. Перший вжиток цього терміна в такому значенні для опису геополітичної напруженості після Другої світової війни між СРСР та його сателітами та Сполученими Штатами та їхніми західноєвропейськими союзниками (які на практиці виступали як супутники протиборчої сили) пов'язаний з Бернардом Барухом, американським фінансистом і радником президента. У Південній Кароліні 16 квітня 1947 року він виголосив промову (зафіксовану журналістом Гербертом Баярдом Своупом), в якій сказав: «Нехай нас не обманюють: сьогодні ми перебуваємо в розпалі холодної війни». Завдяки книзі газетного репортера-колумніста Волтер Ліппманн «Холодна війна» (1947), термін став загальновідомим.
Термін «гаряча війна» також іноді вживають для контрасту, але він залишається рідкісним у літературі з військової теорії.

## Напруженості, названі холодними війнами
Після холодної війни США та СРСР (1947—1991) низку глобальних та регіональних напружень також називають холодною війною.

### Англія та Іспанія XVI століття
У статті 1964 року Френсіса Дрейка про Нью-Альбіон, Адольф С. Око (молодший) описав певну напруженість у XVI столітті між Англією та Іспанією холодною війною.

### Друга холодна війна
Друга холодна війна, яку також називають Холодна війна 2, Холодною війною 2.0 або Новою холодною війною, — це термін, що описує епоху політичної та військової напруженості між США та Китаєм чи Росією після закінчення холодної війни.

### Середній Схід
Малкольм Г. Керр вперше ввів термін «Арабська холодна війна» для позначення політичного конфлікту всередині арабського світу між нассеристськими республіками, які захищають арабський соціалізм, панарабізм та арабський націоналізм на чолі з Єгиптом Насера, проти традиціоналістських монархій на чолі з Саудівською Аравією.
Член Атлантичної ради Білал Ю. Сааб, автор About.com Прімоз Манфреда, іранський вчений Сеєд Хоссейн Мусавіан і науковець Прінстонського університету Сіна Туссі, журналіст Кім Гаттас, журналіст Foreign Policy Йочі Дрізен, дослідник Інституту Брукінгса Султан Баракат і журналіст Ньюсвік Джонатан Бродер терміном «холодна війна» позначають напруженість між Саудівською Аравією та Іраном.
У лютому 2016 року професор Університету Ісфахана Алі Оміді відкинув припущення, що конфлікт між Іраном і Саудівською Аравією буде загострюватися.

### Південна Азія
Коментатор Ехсан Ахрарі, письменник Брюс Рідель, політичний коментатор Санджая Бару та науковець з Прінстонського університету Зіа Мянь з 2002 року терміном «холодна війна» позначали довгострокову напруженість між Індією та Пакистаном, які були частиною Британської Індії до її поділу в 1947 році.

### Східна Азія
Академік військово-морської аспірантури Едвард А. Олсен, британський політик Девід Алтон, професор Йоркського університету Хьон Ок Парк і професор Університету Південної Каліфорнії Девід К. Кан цим терміном позначали напруженість між Північною Кореєю та Південною Кореєю, які були розділені після закінчення Другої світової війни в 1945 році. Вони вживали термін «корейська холодна війна». У серпні 2019 року уряд Північної Кореї заявив, що подальше військове співробітництво США та Південної Кореї спонукає Північну Корею «спровокувати нову холодну війну на Корейському півострові та в регіоні».
Речник Міністерства оборони Китаю Ген Яньшен, редактор The Diplomat Шеннон Тієцці та оглядач Ґардіана Саймон Тісдалл позначали цим терміном напруженість між Китаєм і Японією.

### Китай і Радянський Союз
Британський письменник Едвард Кренкшо вжив цей термін для позначення відносин між Китаєм і Радянським Союзом після радянсько-китайського розколу.

### Китай та Індія
Імран Алі Сандано з Університету Сінда, Аруп К. Чаттерджі з Глобальної юридичної школи Джіндала, журналіст Бертіль Лінтнер, письменник Бруно Мацаїс, політик-юрист Паланіаппан Чідамбарам, політик і журналіст Санджай Джха та деякі інші вживають такі терміни, як «нова Холодна війна» щодо зростання напруженості між Китаєм та Індією.